# Choi Hyung-chan
Choi Hyung-chan (kor. 최형찬; * 12. März 2001) ist ein südkoreanischer Fußballspieler.

## Karriere
Choi Hyung-chan erlernte das Fußballspielen in den Schulmannschaften der Seoul Sinjeong Elementary School und der Chung-Ang University Middle School, in der Jugendmannschaft des SOL FC sowie in der Universitätsmannschaft der Sun Moon University in Asan. Im Februar 2023 ging er nach Japan. Hier unterschrieb er in Yamaguchi einen Vertrag beim Zweitligisten Renofa Yamaguchi FC. Sein Profidebüt gab er am 21. Mai 2023 (17. Spieltag) im Heimspiel gegen Tokyo Verdy. Bei der 2:0-Heimniederlage wurde er in der 28. Minute für Taiyo Igarashi eingewechselt. In seiner ersten Spielzeit bestritt er zwei Ligaspiele.